# Michael W. Smith
Michael Whitaker Smith (Kenova, 7 de Outubro de 1957) é um cantor, compositor, ator, guitarrista e tecladista americano de música cristã contemporânea.

## Biografia
É filho de pais evangélicos, Paul e Barbara Smith. Seu pai, trabalhava em uma refinaria de petróleo e sua mãe era fornecedora e secretária da Igreja.
Michael W. Smith cresceu em lar evangélico e sempre foi muito próximo de seus pais e amigos. Apesar de participar ativamente na igreja onde congregava, seu sonho era ser um jogador de Baseball (seu esporte preferido).
Aos cinco anos, ele compôs sua primeira canção e já tocava piano. Aos dez anos se converteu ao cristianismo e, após sua conversão, seu sonho passou a ser tornar-se um pianista profissional. Michael tornou-se ativo na congregação que seus pais freqüentavam, onde tocava piano no período de louvor aos domingos à noite. Começou a ouvir os artistas de Jesus Movement (Movimento de Jesus) no início dos anos 1970.
Seus amigos e sua família sempre foram muito importantes, para que Michael se mantivesse centrado e sem perder suas referências. A partir do momento em que se separou de seus amigos de colegial, Michael começou a se associar com pessoas que lhe ofereciam todas as coisas que ele tentava evitar até então. Quando se mudou para Nashville em 1978, ingressou na Marshall University, em West Virginia, mas cursou apenas um semestre, trocando os planos acadêmicos pelo desejo de ouvir suas músicas serem gravadas por grandes nomes da Música Cristã Contemporânea. Começou a tocar em algumas bandas locais… Mas por muito tempo, ele perseguiu seu sonho sem chegar a lugar algum. "Por não estar mais sob a proteção de minha família e dos amigos de minha cidadezinha, comecei a responder à nova liberdade com hábitos que cada vez mais me escravizavam (…) Dormia tarde e não conseguia acordar antes do período da tarde. Estava experimentando drogas e tentando impressionar as pessoas, mostrando como eu era esperto. Ao invés de compreender minhas habilidades musicais como um precioso Dom de Deus…"
Como consequência, quase morreu numa festa na casa de outro músico, após consumir uma droga extremamente forte. Seu desespero foi tanto naquela ocasião que ele orava e dizia: "Senhor, não me deixe morrer". Mas isso não foi o suficiente para traze-lo de volta. O fundo do poço veio em 1979 (aos 22 anos), quando sozinho em sua casa, entrou em pânico. Seus pensamentos corriam alucinadamente e ele foi tomado por uma Taquicardia. Seu corpo entrou em choque durante horas. Foi então, no meio daquela dor física, que Michael W. Smith sentiu Deus se aproximar. "Ele não me condenou, nem me reprimiu. E eu sabia que minha vida estava totalmente fora de controle. Mas Deus veio tirar de mim as cargas que estavam me destruindo e me libertar para que eu começasse novamente". Esta foi a grande virada de sua vida. A Bíblia voltou a ter grande importância na vida de Smith (praticamente todas as suas músicas, nasceram de momentos em que ele estava lendo e refletindo sobre as promessas de Deus, contidas na Bíblia). Passando a tormenta, ele iniciou seu caminho de volta. Em Nashville (no Tennessee), começou a tocar teclado na banda Higher Ground. Isso lhe abriu uma boa porta, já que ele assinou o seu 1° contrato como compositor com a empresa Paragon/ Benson Publishing Company.
"Eu pensava que tinha morrido e ido para o céu. Estava ganhando 200 dólares por semana para fazer algo que amava. Achava que minha vida tinha alcançado seu ápice e Deus não tinha mais nada para fazer por mim" relata Michael. Compor músicas significou muito para ele. Afinal, agora ele ganhava dinheiro fazendo algo que amava e ele não precisaria voltar a servir às mesas, ser empacotador ou trabalhar para a Coca-Cola.
A vida sentimental não estava ruim, mas também não acompanhava o progresso da carreira profissional. Razão pela qual Michael decidiu que deveria encontrar uma namorada. Mas ele só pensou assim, até o momento em que conheceu Deborah Kay Davis. O episódio é relatado no seu livro "It’s Time To Be Bold" e chama atenção pela forma curiosa de como os dois se conheceram. De seu escritório ele a viu passar por um dos corredores do local em que estava. Imediatamente ele ligou para a mãe (em West Virginia) e disse ter encontrado a mulher com quem iria se casar. A mãe perguntou o nome dela, ao que ele respondeu: "Não sei, mãe. Ainda não fomos apresentados. Mas assim que eu souber, ligo de novo". Convencido de que ela era a mulher da sua vida, saiu pelo prédio perguntando pela moça, até que parou na porta do toalete feminino e ficou esperando por ela. Quando Deborah saiu, Michael se apresentou: 3 semanas e meia depois, estavam noivos e em 4 meses casados (casaram-se no dia 5 de Setembro de 1981). Michael e Deborah tiveram 5 filhos: Ryan, Whitney, Tyler, Emily e Anna (e todos tocam piano).

## Carreira
Em 1982 passou a acompanhar, (como tecladista) a jovem cantora Amy Grant, de quem até hoje é muito amigo. Os empresários de Amy Grant, Mike Blanton e Dan Harrell, reconheceram seu talento e investiram nele. Com letras compostas por sua esposa Deborah D. Smith e as melodias por ele próprio, em 1983 era lançado pela Reunion Records, o 1° CD de Michael W. Smith, intitulado "Project", o primeiro trabalho solo de sua carreira, que "estourou" com o hit "Friends". Daí em diante, lançou ao todo 18 álbuns e 11 livros, em seus 22 anos de carreira. Alguns de seus hits foram "Friends", "I Will Be Here For You" e "Place In This World". Ganhou vários Grammys, Dove Awards, Discos de Platina e Ouro; 29 de suas músicas chegaram ao 1° lugar das rádios americanas; ganhou o American Music Award; vendeu mais de 13 milhões de CD’s; cantou para 3 presidentes do USA, o Papa e o Reverendo Billy Graham. Assim Michael W. Smith se tornou um dos principais ícones da Música Cristã Contemporânea.
Além da música, da esposa e dos filhos, Michael tem uma outra grande paixão: liderar adolescentes. Foi para este público que ele escreveu muitos de seus livros e o seu período obscuro de sua jornada acabou tornando-se um forte link entre a sua música e a de milhares de jovens. Foi pensando neles que nasceu em 1994 o Rocketown, uma espécie de clube para esta faixa etária, criado com o objetivo de reunir adolescentes de uma forma segura, em um ambiente agradável. Três anos depois, 1997, o local foi fechado e reaberto em 2003, com uma estrutura bem melhor, na cidade de Nashville.
Em 1996 fundou a Rocketown Records com um executivo da Reunion, Don Donahue. Seu primeiro artista a ser contratado foi Chris Rice. Michael e Don dividiram o sonho de investir nos lançamentos de artistas cristãos.
Michael é ativo nas Cruzadas de Billy Graham (Billy Graham Crusades) e na Samaritan’s Purse (ministério liderado por Franklin Graham).

## Ativismo
Smith e Bono Vox, líder do U2 se tornaram grandes amigos. Os dois uniram forças em diversas ocasiões em apresentações para a ONG DATA.
Dentre tantas funções e atividades que exerce, Michael é líder em uma igreja local, empresário de artistas, autor, compositor, cantor… Ele diz que quer "ser lembrado como um homem de Deus que amou sua esposa e seus filhos." .Hoje em meio às inúmeras atividades em que está envolvido, sua convicção pelo cristianismo é ainda maior. A rotina dele está extremamente ligada a sua família. Smith está feliz por saber que, com o Dom que recebeu de Deus, tem conseguido tocar milhares de vidas, que quando o ouvem, se relacionam diretamente com Ele.

## Reconhecimento
Com sua simplicidade, que ganha forma em expressões musicais sempre tão elaboradas, Smith encontrou seu "lugar neste mundo", um lugar especial, marcado no coração de seus fãs, de sua família e de seus amigos. Mas não apenas por ele ser um "Picture Perfect" (retrato perfeito) que chegou a figurar entre as 50 pessoas mais bonitas do mundo, segundo a revista People. Michael também não é apenas um músico excelente ou "um cara legal". Olhando para suas posturas diante das mais diversas situações, é de impressionar sua consistência e firmeza em continuar perseguindo coisas novas a cada dia. Além de sua música, afinal é isso que também lhe abre as portas e conquista a simpatia de todos, crianças e adultos, jovens e idosos, homens e mulheres para com ele.

## Discografia
| Título do disco              | Ano    |
| ---------------------------- | ------ |
| The Michael W. Smith Project | (1983) |
| Michael W. Smith 2           | (1984) |
| The Big Picture              | (1986) |
| The Live Set                 | (1987) |
| i 2 (EYE)                    | (1988) |
| Christmas                    | (1989) |
| Go West Young Man            | (1990) |
| Change Your World            | (1992) |
| I'll Lead You Home           | (1995) |
| Live The Life                | (1998) |
| Christmastime                | (1998) |
| This Is Your Time            | (1999) |
| Freedom Ouro Platina         | (2000) |
| Worship                      | (2001) |
| Worship Again                | (2002) |
| Healing Rain                 | (2004) |
| The Second Chance            | (2005) |
| Stand                        | (2006) |
| It's a Wonderful Christmas   | (2007) |
| A New Hallellujah            | (2008) |
| Wonder                       | (2010) |
| Glory                        | (2011) |
| Sovereign                    | (2014) |

## Coletâneas
| Título do disco               | Ano    |
| ----------------------------- | ------ |
| The First Decade (1983-1993)  | (1993) |
| The Second Decade (1993-2003) | (2003) |
| Decades of Worship            | (2012) |

## Participações em outros projetos
- Tribute To Rich Mullins (Música: "Awesome God")

## Versões em Português
- Oficina G3 - Save Me From Myself
- Diante do Trono - O Ar que eu respiro (Breathe)
- Aline Barros - Bem mais que tudo (Above All) (4:18)
- Aline Barros - Quando a Força de Cristo Falar (Picture Perfect) (3:42)
- Douglas Figueiredo - Maior Que Tudo (Above All) (4:20)
- Eyshila - Meu Sonho (Do You Dream Of Me) (4:22)
- Liz Lanne - Aleluia (Step by Step - Forever we will Sing)
- Marco Aurélio - Vou te Guiar (I'll Lead You Home)
- Toque no Altar - Te Louvarei (Draw me Close) (5:24)
- Ministério de Louvor Está Escrito - Traz-Me Junto A Ti (Draw me Close)
- Ministério de Louvor Está Escrito - Maior Que Tudo (Above All)
- Toque no Altar - Faz Chover (Let It Rain) (6:17)
- Márcia Lessa e Leonardo Gonçalves - Amigos(Friends) (5:02)
- Anjos de Resgate - Amigo Irmão (Friends) (4:37)
- Luiz de Carvalho e Denise - Amigos (Friends) (4:35)
- David M. Quinlan - Abra os Olhos do Meu Coração (Open the eyes of my heart) (8:31)
- David M. Quinlan - Essência da Adoração (The heart of worship) (7:45)
- Quatro por Um - Abre os Olhos do Meu Coração (Open the eyes of my heart) (4:48)
- Ronaldo Bezerra - Tu És Santo (You Are Holy (Prince of Peace) (4:58)
- Marina de Oliveira - Mais Amor, Mais Poder (More Love, More Power)
- Andréa Fontes - Tu És Santo (You Are Holy (Prince of Peace) (4:57)
- Ministério Irineo Grubert (Atmosfera de Adoração Vol.3) - Agnus Dei (Heloísa Rosa, Júnior Batista, Vanessa Herr, David Quinlan) (8:25)
- Comunidade Evangélica Internacional Zona Sul - Agnus Dei (6:02)
- Quatro por um - Vim para adorar-Te (Here I am to Worship) (4:21)
- Adoração e Adoradores - Vim Para adorar-Te (Pr. Márcio e Ana Paula Valadão) (Here I am to Worship) (6:31)
- Nova Voz - Amor, Poder (More love, more power)
- Nova Voz - Voltando para adorá-lo (Heart of Worship)
- Prisma Brasil - Razão do Meu Viver (Breathe)
- Prisma Brasil - Hospedando Anjos sem Saber (Angels Unaware)
- Prisma Brasil - Acima de Tudo (Above All)
- Prisma Brasil - Brilha em Nós (Shine on Us)
- Prisma Brasil - Amigos Vamos Ser (I Will Be Your Friend)
- Fernanda Brum - Glória e Poder (This is your time)
- Rafaela Pinho - Por Amor (Above All)
- Rafaela Pinho - Tu és meu Viver (Breathe)
- Rafaela Pinho - Vou te Amparar (I Will Carry You)
- Ministerio Tomados pela Glória - Mais Amor, Mais Poder (More Love, More Power)
- Clamor pelas Nações (vocal Heloísa Rosa) - Meu Respirar (Breathe)
- Vineyard Music Brasil (vocal Nívea Soares) - Meu Respirar (Breathe)
- Ministério Ebenézer de Louvor - Cante ao Senhor(Shout unto God)
- Eddie Schultz Henrique - Mar Revolto (Raging Sea)
- Edilson Maia - Sempre Estarei Aí (I Will Be Here For You)
- Aline Barros - Cantarei desse amor pra sempre (I could sing of your love forever)
- Gabriel Guedes - Minhas Guerras (Surrounded (Fight My Battles))
- Grupo Reviver - Vem Pra Mim (Pray For Me)

Coral Jovem I.A.S.P ( How Majestic Is Your Name)Majestoso É O Teu Nome

## Vídeo (DVD/VHS)
- A New Hallellujah (DVD) (2009)
- Live in Concert – A 20 Year Celebration (DVD) (2003)
- Worship (DVD) (2002)Music Canada Gold in Canada
- Change Your World Live (VHS) (1993)
- The Big Picture Tour (VHS) (1987)
- Michael W. Smith In Concert (VHS) (1985)

## Filmografia
- The Second Chance (2006)
- 90 Minutes in Heaven (2015)